# Andrea Negroni
Andrea Negroni (ur. 2 listopada 1710 w Rzymie, zm. 17 stycznia 1789 tamże) – włoski kardynał.

## Życiorys
Był starszym z dwojga dzieci hrabiego Antonio Negroni i jego żony. W młodości studiował w Rzymie, a następnie rozpoczął pracę w prałaturze papieskiej i Trybunale Sygnatury Sprawiedliwości (1743-1761). Od 1734 był referendarzem Najwyższego Trybunału Sygnatury Apostolskiej, a także protonotariuszem apostolskim. 22 marca 1760 otrzymał święcenia subdiakonatu. 18 lipca 1763 został kreowany kardynałem diakonem i otrzymał kościół tytularny Santa Maria in Aquiro. W maju 1765 został protektorem zakonu cystersów, bazylianów i bernardynek. W latach 1767–1775 był sekretarzem Kancelarii Apostolskiej, a od 1770 do 1787 proprefektem Trybunału Sygnatury Sprawiedliwości. Po elekcji Piusa VI, Negroni został 3 marca 1775 datariuszem Jego Świątobliwości i pełnił ten urząd do śmierci. Wobec śmierci kardynała Lazzaro Pallaviciniego, został też prefektem Świętej Konsulty.